# Yamaha MOX
MOX (lub MoX) – seria syntezatorów, produkowana przez firmę Yamaha od 2011 roku, jako następca modeli MO6 i MO8.

## Opis

### Klawiatura
Seria MOX, będąc następcą serii MO, występuje także w dwóch wersjach klawiszowych: MOX6 posiada 61 klawiszy syntezatorowych, a MOX8 - 88 klawiszy fortepianowych GHS. Oba instrumenty obsługują Initial Touch.

### Brzmienia
MOX posiada 1024 brzmienia fabryczne i 64 zestawy perkusyjne znane z modeli Motif XS, i tyle samo próbek dźwiękowych - 2670 waveforms, zajmujących 355MB pamięci. Użytkownik ma do dyspozycji 384 miejsca na swoje brzmienia (3x128) i 32 na zestawy perkusyjne. Brzmienia General Midi to 128 barw + 1 zestaw perkusyjny.

### Pozostałe parametry

#### Synteza, polifonia, sekwencer
MoX bazuje na silniku syntezy AWM2 z Rozszerzoną Artykulacją (z ang.: AWM2 with Expanded Articulation), znaną chociażby ze wspomnianego wcześniej Motif XS, a także jego następca - seria Motif XF. 
Nowa seria syntezatorów Yamahy posiada 64 głosy polifonii - tyle samo, co poprzednik - MO. 
Sekwencer MoX zapisze maksymalnie 226 000 nut, w tempie od 5 do 300bpm.

#### Ekran, kontrolery
MoX wyposażono w wyświetlacz LCD, o rozdzielczości 240x64 piksele, podobny jak w Motif, Motif ES i MO, ale jest on kolorowy (a nie jak tamte, czarno-zielony).
Brzmienie modelu MOX kontroluje się za pomocą kółek Pitch Bend, Modulation, a także ośmiu programowalnych pokręteł na lewo od ekranu, oraz samego wyświetlacza (w ustawieniach dźwięku) i siedmiu programowalnych przycisków.

#### Złącza
MoX posiada 13 złącz: 3xMIDI (Out, Thru, In), 2xFoot Switch (Assignable, Sustain), Foot Controller, 2xOutput (L/mono, R), 2xA/D Input (L, R), phones oraz 2xUSB (To Host, To Device). MOX ma także złącze do prądu  DC, 12V.